# Cantón de Gevrey-Chambertin
El cantón de Gevrey-Chambertin era una división administrativa francesa, que estaba situada en el departamento de Côte-d'Or y la región de Borgoña.

## Composición
El cantón estaba formado por treinta y dos comunas:
- Barges
- Bévy
- Brochon
- Broindon
- Chambœuf
- Chambolle-Musigny
- Chevannes
- Clémencey
- Collonges-lès-Bévy
- Corcelles-lès-Cîteaux
- Couchey
- Curley
- Curtil-Vergy
- Détain-et-Bruant
- Épernay-sous-Gevrey
- Fénay
- Fixin
- Gevrey-Chambertin
- L'Étang-Vergy
- Messanges
- Morey-Saint-Denis
- Noiron-sous-Gevrey
- Quemigny-Poisot
- Reulle-Vergy
- Saint-Philibert
- Saulon-la-Chapelle
- Saulon-la-Rue
- Savouges
- Segrois
- Semezanges
- Ternant
- Urcy

## Supresión del cantón de Gevrey-Chambertin
En aplicación del Decreto n.º 2014-175 de 18 de febrero de 2014, el cantón de Gevrey-Chambertin fue suprimido el 22 de marzo de 2015 y sus 32 comunas pasaron a formar parte; veintitrés del nuevo cantón de Longvic y nueve del nuevo cantón de Nuits-Saint-Georges.